# ذي سيمز 4
ذي سيمز 4 (بالإنجليزية: The Sims 4)‏ هي لعبة فيديو تاريخ صدورها هو 2014، وهي متوفرة على أجهزة مايكروسوفت ويندوز وماك أو إس عشرة وبلاي ستيشن ستور. اللعبة من تطوير ماكسيس سوفتوير ومن نشر إلكترونيك آرتس.

## روابط خارجية
- ذي سيمز 4 على موقع IMDb (الإنجليزية)